# Артманя Вас
Артманя Вас (словен. Artmanja vas) — поселення в общині Требнє, регіон Південно-Східна Словенія, Словенія. Ця місцевість є частиною традиційного регіону Нижня Крайна. Нині муніципалітет входить до статистичного регіону Південно-Східна Словенія.